# Сандаскі (Мічиган)
Сандаскі (англ. Sandusky) — місто (англ. city) в США, в окрузі Сенілак штату Мічиган. Населення — 2709 осіб (2020).

## Географія
Сандаскі розташоване за координатами 43°25′13″ пн. ш. 82°49′59″ зх. д. / 43.42028° пн. ш. 82.83306° зх. д. (43.420184, -82.833043).  За даними Бюро перепису населення США в 2010 році місто мало площу 5,56 км², з яких 5,55 км² — суходіл та 0,01 км² — водойми.

## Демографія
Згідно з переписом 2010 року, у місті мешкало 2679 осіб у 1124 домогосподарствах у складі 616 родин. Густота населення становила 482 особи/км².  Було 1258 помешкань (226/км²).
Расовий склад населення:
| - 94,4 % — білих - 1,5 % — чорних або афроамериканців - 1,1 % — азіатів - 0,3 % — корінних американців - 1,3 % — осіб інших рас |

До двох чи більше рас належало 1,4 %. Частка іспаномовних становила 3,5 % від усіх жителів.
За віковим діапазоном населення розподілялося таким чином: 21,3 % — особи молодші 18 років, 60,6 % — особи у віці 18—64 років, 18,1 % — особи у віці 65 років та старші. Медіана віку мешканця становила 41,4 року. На 100 осіб жіночої статі у місті припадало 84,3 чоловіків;  на 100 жінок у віці від 18 років та старших — 82,8 чоловіків також старших 18 років.
Середній дохід на одне домашнє господарство  становив 50 389 доларів США (медіана — 26 888), а середній дохід на одну сім'ю — 77 912 долари (медіана — 46 736). Медіана доходів становила 42 396 доларів для чоловіків та 26 875 доларів для жінок. За межею бідності перебувало 21,3 % осіб, у тому числі 26,8 % дітей у віці до 18 років та 16,5 % осіб у віці 65 років та старших.
Цивільне працевлаштоване населення становило 969 осіб. Основні галузі зайнятості: виробництво — 25,6 %, освіта, охорона здоров'я та соціальна допомога — 22,7 %, роздрібна торгівля — 18,6 %.